# Visitors (musikgrupp)
För den australiska filmen, se Visitors
Visitors är en svensk popgrupp som grundades 1986 av Göran Danielsson Hjertstedt (sång) och Svante Persson (instrument). Gruppen fick kontrakt med Virgin Records och gav ut sin första singel 1986. Bland gruppens hits fanns "All of Your Attention", "Never So Blue" (som för övrigt fanns med på soundtracket till filmen PS Sista sommaren), "One track heart", "One Way Ticket" och "Nothing to Write Home About". Musiken skrevs av Danielsson Hjertstedt och Persson medan texten skrevs av engelsmannen Roy Colegate.
Visitors deltog i Melodifestivalen 1989 tillsammans med Sofia Källgren och låten "Världen är vår", där man slutade på sjunde plats.
År 1990 tilldelades gruppen en Grammis för bästa popgrupproduktion.

## Diskografi

### Studioalbum
- Attention (1987) (#26 på Swedish Charts)[4]
- Two (1988) (#18 på Swedish Charts)[4]
- This Time the Good Guys  Gonna Win (1990)

### Singlar
- "Do You Wanna Play" / "Do You Wanna Play (Instrumental)" (1986)
- "All of Your Attention" / "All of Your Attention (Instrumental)" (1986)
- "Never So Blue" / "Never So Blue (7-inch Dance Mix)" (1987)
- "One Track Heart" / "One Track Heart (Instrumental Version) (1987)
- "Do, Do, Do, Do (You Love Her)" / "Italian Girl" (1987)
- "Love Like a Mountain" / "Greedy Eyes" (1987)
- "Nothing to Write Home About" / "To Be or Not to Be" (1988)
- "Melody" / "Melody (Zelma Mix)" (1988)
- "One Way Ticket" / "Never So Blue" (1988)
- "Virgin Eyes" / "Bandleader" (1989)
- "Hit the Music" / "Seven Forty Seven" (1989)
- "Jazz" / "Movin' Uptown" (1990)
- "Sky High (12" Remix)" / "Sky High (Album Version)" / "Sky High (Softappella)" (1990)
- "Security Reasons" / "Only a Heartbeat from Heaven" (1990)

### Samlingsalbum
- So Far - A Compilation of Their Best (1989)

### Annat
- "Secret Land (M.I.D DJ Mix)" / "Melody (M.I.D DJ Mix)" (1988) (delad promo-singel, 12" vinyl: Sandra / Visitors)
- "Världen är vår" / "The World In Our Hands" (1989) ("Visitors & Sofia", 7" vinyl-singel med Sofia Källgren)
- Visitors Promo (CD, mini-album, promo) (1990)